# Breanna Stangeland
Breanna Stangeland (ur. 9 października 1988 w Calgary) – kanadyjska snowboardzistka, specjalizująca się w konkurencji Slopestyle. Jak dotąd nie startowała na igrzyskach olimpijskich ani na mistrzostwach świata. Najlepsze wyniki w pucharze świata zanotowała w sezonie 2011/2012, kiedy to zajęła 16. miejsce w klasyfikacji generalnej (AFU), a w klasyfikacji big air zdobyła 3. miejsce.

## Sukcesy

### Puchar Świata

#### Miejsca w klasyfikacji generalnej
- 2010/2011 – 31.
- 2011/2012 – 9.

#### Miejsca na podium w zawodach
1. Stoneham – 26 lutego 2012 (Slopestyle) – 3. miejsce